# Глаголин, Борис Сергеевич
Борис Сергеевич Глаголин (23 января 1879, Саратов — 13 декабря 1948, Голливуд, Калифорния, США) — русский, американский драматург, режиссёр и актёр-новатор, педагог, один из первых кинематографистов России, критик и теоретик театра. Настоящая фамилия — Гусев (литературные псевдонимы: Бедный Йорик и Б. Г. и др.). Заслуженный артист УССР (1922, лишён звания в феврале 1923).

## Биография
Отец артиста, Сергей Сергеевич Гусев (1854—1922), потомственный дворянин, талантливый журналист, сатирик «щедринской» традиции, был знатоком и тонким наблюдателем провинциального быта, — публиковался под псевдонимами Слово-Глаголь, Nota bene и др. (более сорока). Начал он творческую деятельность в саратовской прессе, подолгу жил в Санкт-Петербурге, впоследствии — в Самаре, Одессе, затем, снова и до конца своих дней — в Санкт-Петербурге. На протяжении своей почти 40-летней творческой жизни С. С. Гусев печатал фельетоны, очерки, бытописательные заметки более чем в 40 газетах и др. периодических изданиях. Его перу принадлежит и ряд драматургических опытов. Он был автором, хорошо известным в русской литературной среде, и его талант высоко ценил, в числе других литераторов и журналистов, Н. С. Лесков. Без сомнения, писатель оказал очень большое влияние на развитие, культурный облик и мировоззрение сына.

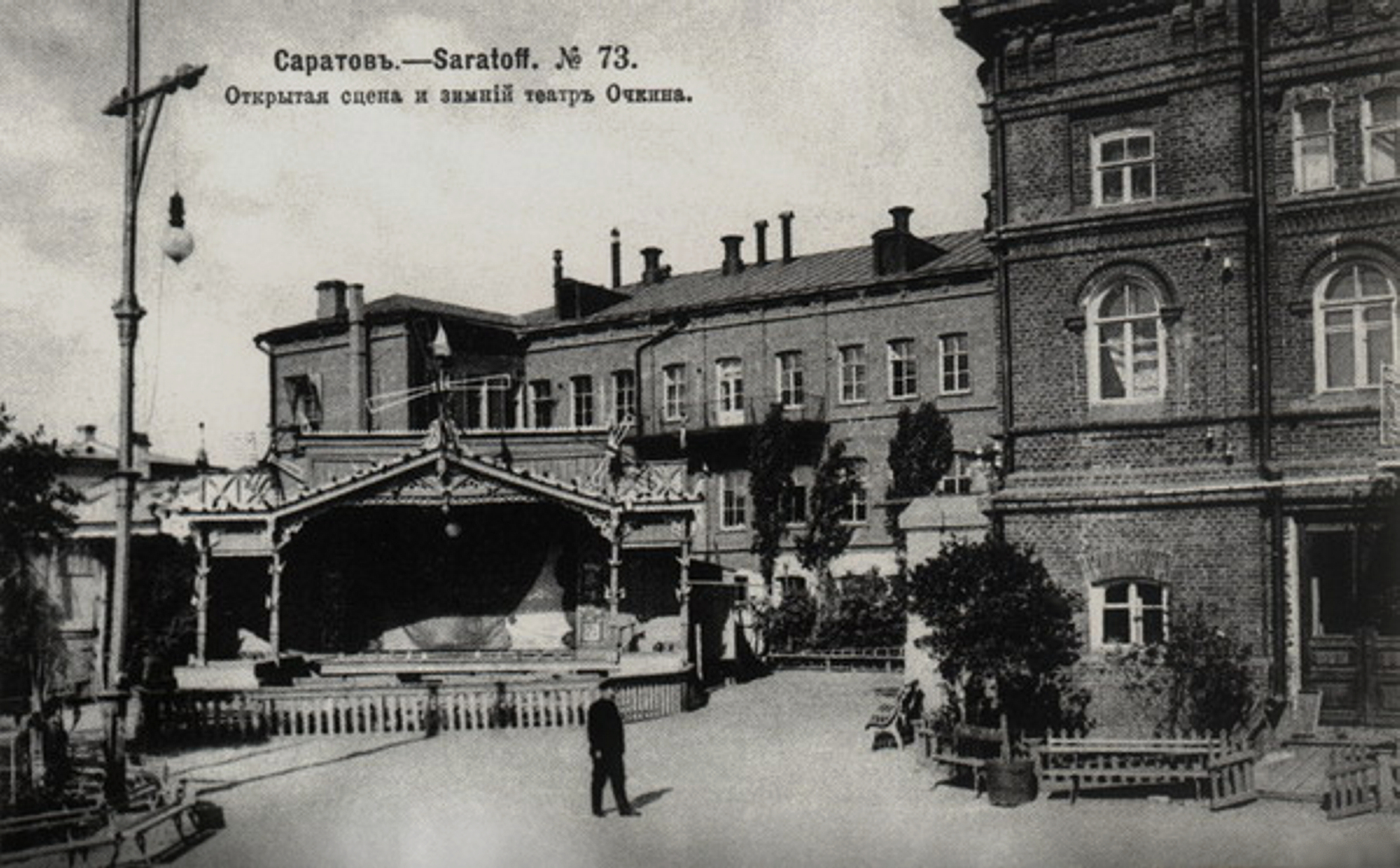
Саратов. Открытая сцена и зимний театр Очкина. 1901

- 1894 — выпущен из 9-го трёхлетнего саратовского народного училища.
- 1896 — окончил 1-е Санкт-Петербургское реальное училище[2].
- 1896 — осенью поступил вольнослушателем на юридический факультет Санкт-Петербургского университета, но вскоре бросил его и поступил на Императорские драматические курсы.

### Семья
Дети и внуки:
- Сын — Алексей Борисович Глаголин (1901, Санкт-Петербург—1981, Харьков), театральный актер и режиссер, педагог.  Учился на курсе В.Э.Мейерхольда в ГЭКТЕМАС (Государственные экспериментальные театральные мастерские), где его однокурсниками были Э. Гарин, И.Ильинский, Н. Охлопков.  Преподавал (профессор, заведующий кафедрой режиссуры) в Харьковском национальном университете искусств имени И.П.Котляревского, ставил спектакли в харьковских театрах.
  - Внук — Борис Алексеевич Глаголин (Глаголин-Гусев; 1929—2021). Окончил актерский факультет Театрального училища им. М.С.Щепкина и режиссерский факультет Харьковского театрального института. Работал в Московском драматическом театре имени Н.В.Гоголя, в Театре на Таганке[3].
- Сын — Сергей Борисович Глаголин (1904—1942), актёр, режиссёр и сценарист Ленинградской кинофабрики. Арестован в июне 1941 года по обвинению в «шпионаже». Расстрелян в городской тюрьме города Златоуст Челябинской области 22 июня 1942 года.  Реабилитирован в 1958 году[4]. Его жена — Аида Бадмаева (ум. в 1975), врач, дочь П.А.Бадмаева. 
  - Внук — Борис Сергеевич Гусев, писатель[5][6].

### Россия. Начало театральной карьеры
Сценическую деятельность Б. С. Глаголин начал в 1894 году в Очкинском театре Саратова — города с большой и богатой театральной традицией.
А уже в 1896 году уже в Санкт-Петербурге Б. С. Глаголин выступает в Народном театре за Невской заставой, руководимом Е. П. Карповым, именно Евтихий Павлович рекомендовал Б. Глаголину пойти на Императорские драматические курсы, учеником которых в следующем году он и стал — по классу В. Н. Давыдова, м. п. также саратовца.
- Лето 1898 — Псковский народный театр. Среди учеников Петербургских драматических курсов, принимавших участие в Пушкинских торжествах 1899 года в Святых Горах, привлек к себе внимание студент I курса Императорских драматических курсов Борис Гусев. 4 июня в Пскове при открытии сезона в Народном театре в Сергиевском саду он готовился произнести речь после освящения, но поскольку таковое не состоялось — не состоялось и это выступление молодого артиста, однако в следующем году текст был опубликован. В то лето он играл в отрывках из «Евгения Онегина» (Евгений Онегин), в «Борисе Годунове» (Самозванец).

Всем нам ясно громадное значение Народного театра, который может быть народным университетом, храмом, где служат Истине. В славные времена Эсхила и Софокла театр был истинно алтарем богов. Конечно, теперь времена не те, на смену эллинизму явилась христианская цивилизация, но принцип искусства должен оставаться тот же. Современный театр должен поклоняться христианской красоте, должен быть её храмом, с высоты сценических подмостков должны раздаваться заветы Божественного Учителя, о любви к ближнему, о братстве и равенстве всех людей. Пусть в театр пойдут все униженные, оскорбленные в себе, согрешившие в своей совести, и мы успокоим их. Пусть придут к нам и баловни судьбы — мы покажем им страдания окружающих людей, будем взывать к их состраданию, мы скажем им словами Гамлета: «Страшитесь яд бесчувствия считать отрадой!» Театр — высшая школа человечества, школа жизненного опыта… Драматическое искусство — высшее из искусств, так как в нём соединяются все прочие.
— «Опыт театральной рецензии» — «Театр и Искусство» № 34. 1899
- Лето 1899 — Павловский театр (на сцене Михайловского театра) — Эдмон Ростан «Романтики». Перед Павловским сезоном — благотворительный спектакль в зале Дервиза — эврипидовский «Ипполит». Эртелев переулок — Литературно-артистический кружок.
- 1901 — экстерном закончил Драматические курсы при Театральной школе.
- 1902—1903 — заглавная роль в драме А. С. Суворина «Дмитрий самозванец».
- 1903—1904 — в драме С. А. Найдёнов «Дети Ванюшина»: Алексей — Б. Глаголин[8]

### Театр А. С. Суворина

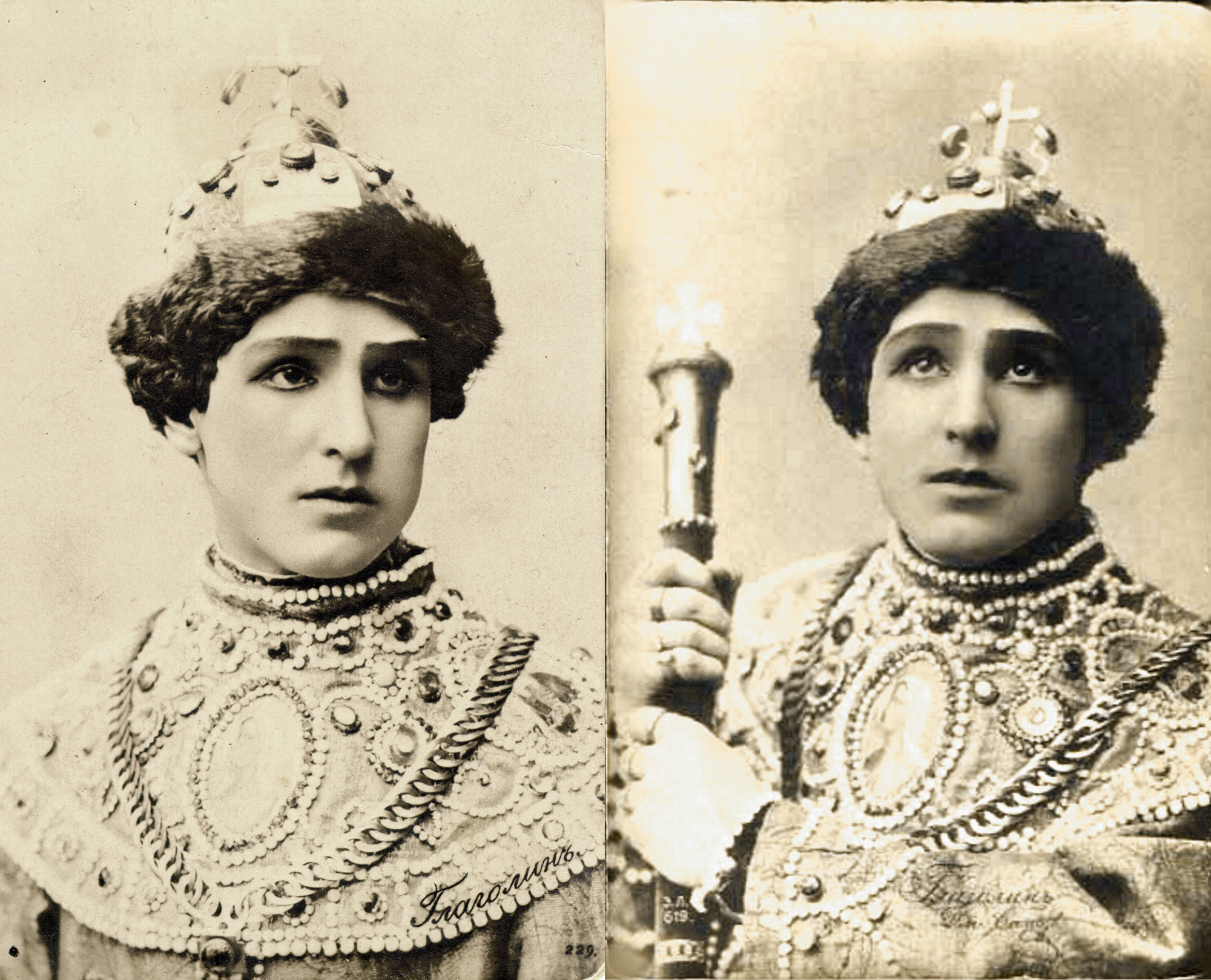
Б. С. Глаголин в роли царя Фёдора Иоанновича. 1901 год

Скандально начал Борис Глаголин карьеру в Суворинском театре (в сезон 1900—1901), вознамерившись превзойти блиставшего тогда П. Н. Орленева: 31 декабря 1900 года он дебютировал в роли царя Фёдора Иоанновича, на что пресса отреагировала весьма язвительно, но менее чем через год — вынуждена была уже в отношении его употреблять самые лестные эпитеты. Борис Глаголин нашёл такие выразительные средства, которые приблизили образ к «оригиналу» А. К. Толстого, то есть дарование его без сомнения сыграло в этом премьерном успехе немалую роль, что было особенно сложно при закрепившейся за предшественником славой, — признанием удачным созданного П. Н. Орленевым образа, пользовавшегося успехом у зрителей, и что немаловажно для благополучного существования театра как такового… А 15 октября 1900 года на сцене Суворинского театра уже идёт «Том Сойер» — комедия в 2-х действиях Б. С. Глаголина, поставленная им по роману М. Твена. Но не все театральные критики разделяли такое мнение о способностях Б. С. Глаголина.
- 1904 — летом Б. С. Глаголин выступил как режиссёр, сняв в Луге театр, и дав выдвинуться многим актёрам, в числе которых был и В. П. Лачинов, впоследствии — один из ближайших друзей Б. С. Глаголина.
- 1904 — В доме торговой фирмы «Братья Елисеевы» открылся новый театральный зал. Труппа Б. С. Глаголина исполнила «Гамлета». Впоследствии здесь играли театры фарса и оперетты. Ныне тут помещается Театр комедии имени Н. П. Акимова.
- 1904—1905 — зима; литература о театрах миниатюр и кабаре, пользовавшихся огромным успехом начиная с 1910-х, обходит молчанием имя Б. С. Глаголина, между тем, он был одним из первых, кому принадлежала идея реализации этой формы на русской сцене: ещё «зимой он организовал „Домашний театр“ (в помещении редакции „Нового времени“), прообраз всех теперешних кабаре и театров миниатюр».

Критика отмечала, что при огромной популярности артиста, она в немалой степени обусловлена инициировавшимися им закулисными конфликтами и сценическими нововведениями, порой — эпатажными. Так, во время гастролей в Саратове в финале пьесы «Борьба за счастье» он провозгласил со сцены: «Рабочие всех стран, соединяйтесь!», чем привёл в шок администрацию города…

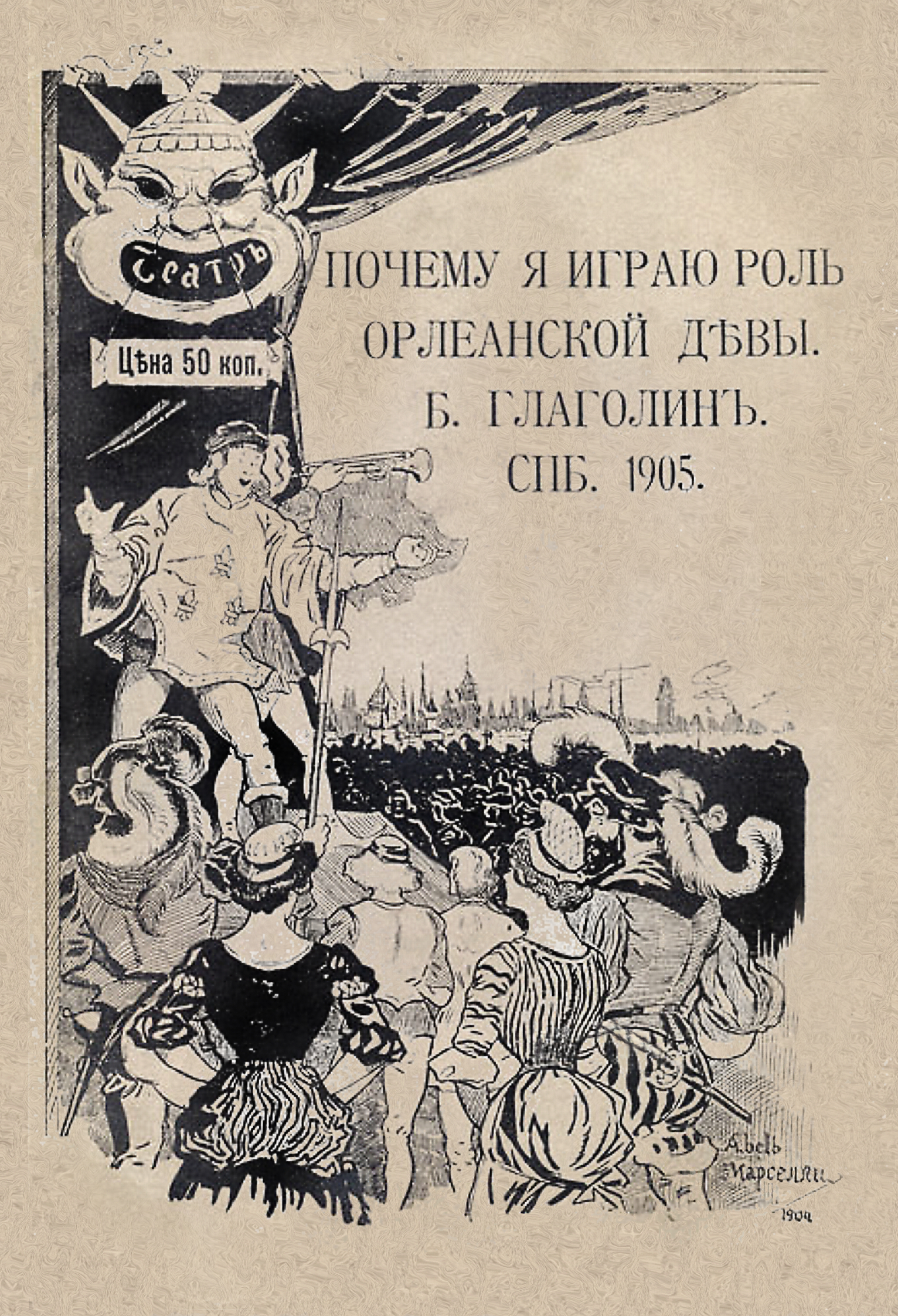
Глаголин Б. С. Почему я играю роль Орлеанской девы. —, 1905.

Ажиотаж вызвало исполнение Глаголиным роли Иоанны в шиллеровской «Орлеанской деве» (1908, Суворинский театр, реконструктивная постановка Н. Н. Евреинова), однако впоследствии именно оно относилось к наиболее удачным. Глаголинское исполнение пользовалось неизменным успехом как в столице, так и во время провинциальных гастролей. Свои постановочные решения Евреинов толковал в духе Старинного театра — как попытку восстановить характер спектаклей времён И. К. Ф. Шиллера. В спектакле эти решения выглядели так: «По сцене пробегают три человека в красных костюмах — и полководец удручённо сообщает, что вот бежало всё английское войско. На втором плане пять—шесть статистов проносят разных цветов знамёна и затем лязгают рапирами. Оказывается перед нами решающая битва двух армий».
Театр Литературно-художественного общества (сезон 1905/1906) — Б. С. Глаголин вышел из него в числе других актёров, «оскорблённых несправедливо грубым отношением А. С. Суворина к труппе», правда, впоследствии, «покаянно» вернувшись (сезон 1906/07), заставил публику «неистовствовать от восторга», играя в спектакле «Шерлок Холмс», выдержавшем более пятидесяти представлений («хлебная» пьеса Суворинского театра того сезона, переведённая Протопоповым с немецкого, инсценировка рассказов Конан Дойля. Она бы прошла и больше, но М. А. Суворин и Б. С. Глаголин захотели удвоить её успех, сочинив её продолжение (пьеса Б. С. Глаголина и М. А. Суворина «Новые приключения Шерлока Холмса», 1906); внимание публики разделилось и иссякло раньше, чем следовало ожидать. Вернувшись к Суворину Борис Глаголин, играя Холмса, «преображался из стариков в молодых и обратно, действуя ловко, быстро и чётко», и был особенно хорош, по мнению отдельных критиков, в тех сценах, где прикидывался простаком. Критика считала, что Холмс воспринят публикой, как «гений полиции-вседержительницы, разумной, справедливой, неподкупной», что успех спектакля определён «тоской буржуазного общества по порядку», но Глаголин видел в Холмсе не защитника полицейской реакции, а добродушного добровольного борца за порядок и справедливость. Однажды, играя Холмса, он позволил себе антиполицейскую отсебятину: «Знаю я вашу чрезвычайную и усиленную охрану», за что был привлечён к ответственности. Чуть раньше он в печати отстаивал право актёра на подобные поступки: «За отсутствием у нас фактической свободы слова и сходок театр неминуемо должен обратиться в место отсебятин и народных собраний».

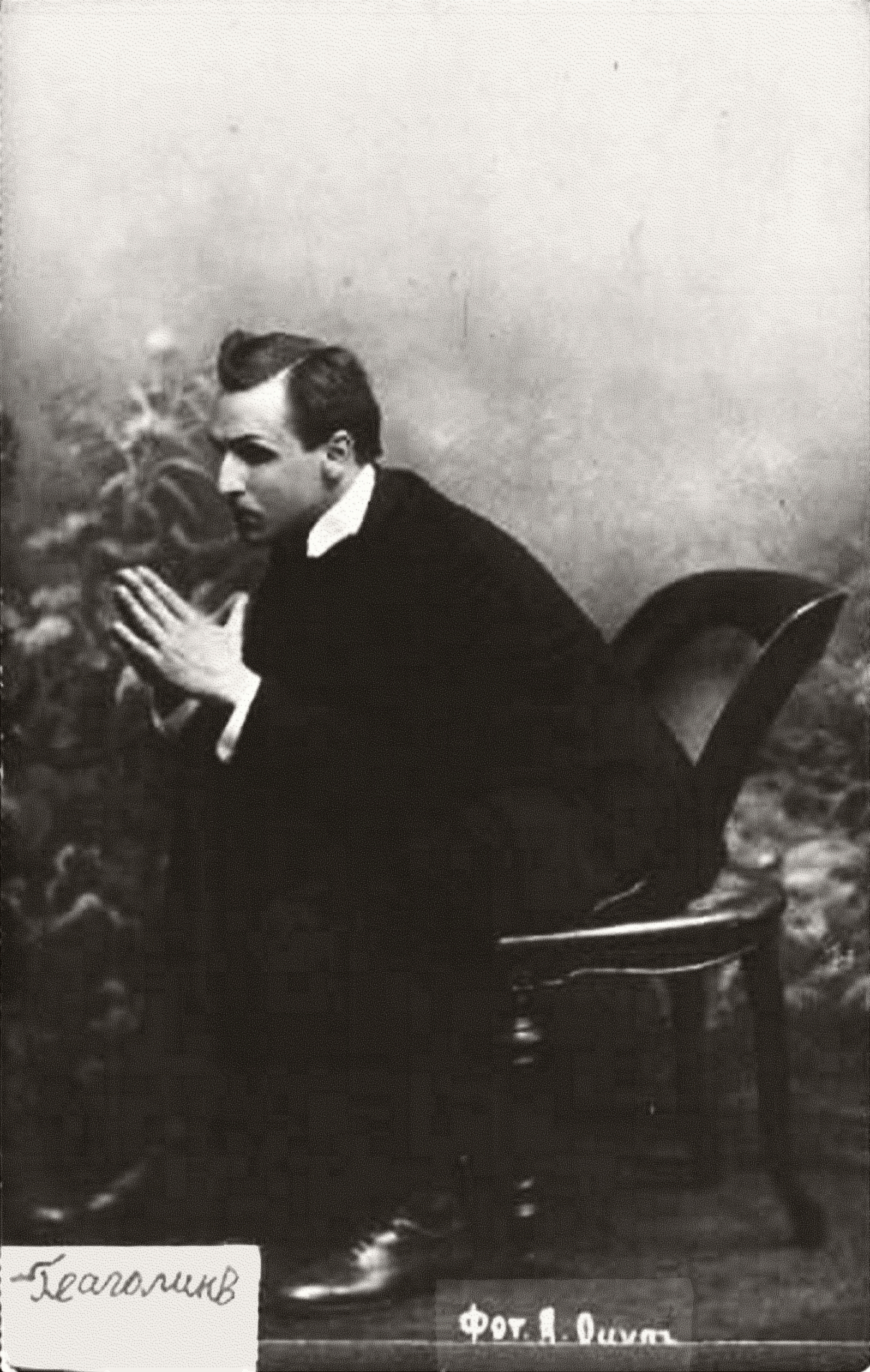
Б. С. Глаголин в роли Шерлока Холмса. 1907

- 1906/1907 — в конце сезона появился «Перелом» Н. Н. Муратова, пьеса, утверждавшая, что новую жизнь должны строить чиновники, миру которых был противопоставлен член Государственной думы — выходец из крестьян, он подбивал деревню на погром усадьбы, во время которой первой погибала княжна, отдавшая крестьянам своё состояние. Гримируясь одним из деятелей 1-й Думы, Б. Глаголин обращал пьесу в пасквиль.
- 1909/1910 — гвоздь сезона — «Шантеклер» Ростана, окружённый шумом всеевропейской рекламы, поставленный в декорациях, напоминавших «увеличенные копии с рисунков плохих ботанических атласов», и сыгранный с желанием «слишком подлинно реалистически копировать фигуры птиц и животных». Тем не менее, Глаголин в роли Шантеклера, …нашёл «и манеру держаться, и некоторый пафос с петушиным звукоподражанием, задор, лирику».
- 1909 — артист выступает на французской сцене, он избран почётным членом Драматической ассоциации Ниццы.
- 1910/11 — самый заметный спектакль сезона — его бенефис, для которого он выбрал «Молодость Людовика XIV» А. Дюма-отца (перевод В. П. Лачинова и А. И. Светлова /А. И. Дубровского/). «Всё же во всём этом есть какой-то наивный романтизм… Притом Глаголин играет, право, недурно, с весёлой грацией нося своё звание юного, доброго и великодушного короля», — как бы нехотя признавал С. А. Ауслендер, сообщая, что на сцене были представлены «и зал Венсеннского дворца и охота, и живые лошади, на которых с опасностью для жизни скачут амазоны и амазонки».

Гонорар Б. С. Глаголина за 12 лет поднялся от 60 р. до 17 тысяч р. В 1911 году он уже имел официальное звание режиссёра. Весной в Суворинском театре под знаком «новых исканий» под руководством Глаголина были устроены «майские спектакли», а осенью того же года «искания» продолжил «глаголинский сезон» с необычным репертуаром и приглашением гастролёров. Первой премьерой, вызвав огромный наплыв зрителей, явилась оперетта-сказка М. Кузмина «Забавы дев», снабжённая, «с одной стороны, всевозможными орнаментами Востока, с другой стороны — намёками на так называемую современность». Используя приёмы театра миниатюр, Глаголин поставил комедию О. Уайльда «Что иногда нужно женщине» (пер. В. П. Лачинова). Он упразднил бутафорию и реквизит (артисты «делали вид, что едят тартинки, поднося ко рту пальцы»), но ввёл в спектакль чучело полосатого тигра на колёсиках и катался на нём верхом. Два спектакля «глаголинского сезона» вызвали серьёзный интерес. Н. А. Попов в декорациях Евсеева показал свою инсценировку сказок Андерсена («Оле—Лук—Ойе»), осуществлённую «при помощи средств негрубых и приёмов лёгких и грациозных». Среди участвовавшей в спектакле молодёжи выделялся М. А. Чехов (по стопам своего наставника — он исполнил травестийную роль горничной Палаши в водевиле Б. С. Глаголина «На автомобиле»). И. Ф. Шмидт по рейнгардтовскому образцу поставил «Усмирение строптивой», выдержав стиль подчёркнутой клоунады.
М. Чехов признаётся, что воздействие «необыкновенной свободы и оригинальности», с которой Глаголин играл Хлестакова, были так велики, что впоследствии, уже сам исполняя эту роль, он «узнал в себе влияние Глаголина». Очень удачным было признано исполнение им роли Петра Верховенского в инсценировке романа Ф. М. Достоевского «Бесы» (постановка В. П. Буренина и М. А. Суворина). Н. Долгов пишет: «Массу характерных черт внёс в передачу Петра Верховенского г. Глаголин, и его интересный рисунок был единодушно отмечен печатью».
Суворинский театр переживал кризис. Не спасали и «глаголинские сезоны». Между фаворитами А. С. Суворина вспыхнул конфликт. Б. Глаголин был уволен (он вернулся в 1913 году, уже после смерти А. С. Суворина). Была предпринята попытка возвратить театр на былые позиции, но старые средства были уже недейственны, неактуальны. Всё чаще мелькали пьесы из военного быта, суворинская публика приучилась любить блеск мундира и позвякиванье шпор…
- 1912 — имя Б. С. Глаголина включено в английскую театральную энциклопедию, которая удостоила в то время такой чести только тринадцать деятелей русского театра[14].
- 1913 — Миронова и Глаголин играли «Царевну-лягушку» Беляева, построенную на противопоставлении великосветской среды «с её налётом современного ухарства» и «казачьей чернозёмной силы».
- 1916/1917 — Б. Глаголин играет Треплева в «Чайке» (постановка С. М. Надеждина, консультант В. Э. Мейерхольд, в роли Заречной — Е. М. Мунт).

### Россия. Кинематограф
В марте 1914 года было организовано товарищество «Русская лента». Б. С. Глаголин, режиссёр Малого (Суворинского) театра стал во главе нового предприятия. Кроме того, он наметил ряд собственных постановок по своим же сценариям. Заслуженный артист императорских театров В. Н. Давыдов принял звание «почётного пайщика». Павильон для работы ещё не был готов, поэтому производились только наружные съёмки. 10 марта в Белоостров выезжали артисты императорских театров Уралов и Тиме для участия в съёмках финальной сцены готовящейся драмы. Новая фирма готовилась к съемкам серии картин под общим названием «Галерея современных деятелей».
- 1914 — 14 мая вышла первая картина «Русской ленты» «Трус». Это первая режиссёрская работа Б. С. Глаголина в кино (в соавторстве с бароном Р. Унгерном), и одна из первых сценарных работ А. И. Куприна (впоследствии писатель от своего сценария отказался)[16].
- 1914 — фильм «Пётр Хлебник» (по посмертной пьесе Л. Н. Толстого «Петр Мытарь»). «Русская лента». Режиссёр Б. Глаголин. Оператор А. Печковский. В ролях: Б. Глаголин, Е. Валерская, И. Уралов. Фильм не был выпущен на экран цензурой.
- 1914 — фильм «Дочь Альбиона». По рассказам А. П. Чехова, к десятилетию со дня его смерти.
- 1914 — «Беззаконие». По рассказам А. П. Чехова, к десятилетию со дня его смерти. В главной роли Кондрат Яковлев.
- 1914 — 19 октября товарищество «Русская лента» выпустило драму Б. С. Глаголина «Алёша-доброволец» — фильм о мальчике, отправившемся добровольцем на фронт.
- 1914 — фильм «Русской ленты» по роману П. дю Террайля «Молодость Генриха IV». Режиссёр Б. С. Глаголин.
- 1915 — фильм «История одной девушки» («Трагедия женских переживаний», «Ты мне больше не дочь») — мелодрама, киноверсия рассказа Андреева «В подвале» (1912) товарищество «Русская лента», режиссёр Б. Глаголин.
- 1915 — фильм «В лапах профессора-афериста»
- 1916 — 18 марта «Русской лентой» Б. С. Глаголина выпущен фильм «На что государству нужны деньги» («Патриотический журнал „Русской ленты“»; съёмки А. Печковского под руководством Б. С. Глаголина).
- 1916 — в марте года фирмой «Русская лента Б. С. Глаголин и К°» по заказу Министерства финансов были отсняты две «кинематографические пьесы» пропагандистского характера — «Заветная кубышка» и «Все для войны». Директор Департамента полиции генерал-майор Е. К. Климович предписывал губернаторам и градоначальникам лично содействовать организации широкого показа этих кинолент, особо подчеркивая, что ввиду «исключительных целей» Святейший Синод дал разрешение на их «повсеместное демонстрирование» даже в последнюю неделю Великого поста. Позже, к концу года, число подобных кинолент значительно возросло.[17]
- 1917 — «Омытые кровью» (по мотивам повести М. Горького «Коновалов»). Фильм был запрещён цензурой. После Февральской революции 1917 года картина была выпущена на экран с подзаголовком «Драма из жизни Григория Распутина».
- 1927 — «Кира Киралина», режиссёр Борис Глаголин сценарий — Панаит Истрати.

### Новая страна — новый театр
Смелые, экспериментальные и зрелищные постановки, насыщенные яркими находками, выразительными приёмами, зачастую — провокационными, пробуждавшими сознание зрителей к видению и пониманию новой реальности через непривычные формы — таков был язык нового искусства, в чём-то — рефлексивный, в чём-то — соответствующий деструктивности происходящего. Сложные композиционные построения, эффекты, далеко не всегда находят понимание у зрителей, и это конъюнктурно используется противниками новатора для вытеснения его из творческой ниши или вообще — из цеха… Борис Глаголин не был исключением, хоть он и «продержался» дольше других…
Между тем, у артистов, действительно, искренне живущих театром, даже крайне дерзкий в своих экспериментах режиссёр, но также искренне верящий в необходимость этого нового языка, такое понимание всегда находит… О постановках Б. Глаголина в первые годы после революции известно очень мало. Исключение составляет довольно подробно изученная история театральных постановок украинского периода, рассказ о которой пребывает в полном соответствии с воспоминаниями одной из тех, кто вместе с режиссёром перешагнул временной рубеж, разделявший «театр до» и «театр после» — кто был вместе с ним в постановках богемных подвалов Санкт-Петербурга, и кто был участником выживание в новых условиях, тем не менее, продолжавшим верить ему, и продолжавшим участвовать в слагаемом им действе…
«В конце своей жизни, в Париже Ольга (Ольга Афанасьевна Глебова-Судейкина), как правило, не говорила о себе как об актрисе, однако любила рассказывать о своем танцевальном прошлом. Одно из воспоминаний долго её преследовало: во время гастролей в провинции, организованных Глаголиным, — это происходило в начале революции — её каждый вечер спускали на сцену на канате в пятнадцать метров длиной. Этот „нырок“ навсегда остался для неё сущим кошмаром».
- 1917—1920 — играл в Харьковском драматическом театре.
- 1919 — с приходом Добровольческой армии был предан военно-полевому суду по обвинению в «красной агитации»[19].
- 1921—1922 — играл в Одессе, Тифлисе.

### Украина
Б. С. Глаголин гастролировал на Украине в начале 1910-х годов как артист и режиссёр Суворинского театра. В 1915 работал в Харькове в театре Н. Н. Синельникова. После 1917-го он находился здесь в качестве члена Всеукраинского театрального комитета, играл в Харькове в поставленных им самим спектаклях, — в Киеве с 1917 по 1920 год, издавал здесь свои книги, а в 1920—1921 годах — в Одессе, Одесской губернии и причерноморье с небольшой агит-труппой.
- 1924 — Лопе де Вега «Собака на сене» (под названием «Собака садовника»). Театр им. И. Франко Харьков.

Поставил в 1924—1927 на Украине более десятка спектаклей, многие из них повторил. На сцене Одесской госдрамы он дублировал то, что ставил в Харьковском театре им. И. Франко и наоборот. Роман Э. Синклера «Христос из Уэстерн-сити» ставился им дважды под названием «Моб»: сначала — в театре «Красный факел», который тогда дислоцировался на Украине, а затем — в театре им. И. Франко.
- 1924, ноябрь — «Святая Иоанна» Бернарда Шоу в театре им. И. Франко.
- 1924 — «Поджигатели» А. В. Луначарского, театр им. И. Франко. Сценография Матвея Драка (по воспоминаниям участников постановки оформление придумывал сам Борис Глаголин).

Высоко над сценой, на четырёх тросах подвешена небольшая площадка, на неё в начале спектакля вскарабкивался подвыпивший жандарм с пьяным арестантом. Держась за тросы, актёры вели пространные диалоги. Действие переносилось на освещенный прожекторами планшет сцены, где появлялась главная героиня Диана, известная кокотка Диана де Сегенкур, содержанка барона Ромодара Соловья из Лужи, которая, согласно советской авантюрной мелодраме, влюбляется в революционера Руделико — Романа Борисовича Агабекова и гибнет от ножа контрреволюционера. При её первом выходе над сценой высвечивалась вывеска «Кафе-ресторан» и огромная бутылка шампанского сама собой откупориваясь, стреляла прямо в зрителя, распространяя аромат настоящего вина — не столько театральные, сколько кабаретно-цирковые приёмы Глаголина заставляли зрителя ощутить вкус буржуазной жизни. …Чтобы вызвать тревогу, зрителей пугали внезапным грохотом в двери. В финале действие мгновенно переносилось с экрана на сцену, на зрителей надвигалась дымовая завеса, в зале между рядами бегали, «воспламеняя» публику, актёры с факелами. Своеобразный «революционный финал» — фейерия мощных мелькающих прожекторов.
- 1924 — в декабре в Харькове в Первом государственном Театре для детей идёт «Хобо» по роману Э. Синклера «Самуэль-искатель» (музыка Б. К. Яновского). Б. С. Глаголин спектакль подготовил с художником А. В. Хвостенко-Хвостовым.

Инсценировку романа режиссёр сделал сам, кардинально его переработав. Спектакль состоял из 20 эпизодов, во многом Глаголин совершенно отошёл от оригинала, изменив характер главного героя Самуэля, ввел дополнительный персонаж из другого романа Синклера «Джунгли» — Юргиса (главный герой «Джунглей» — эмигрант из бывшей Российской империи, из Белоруссии — Б. Глаголин словно соединял два мира: американский индустриальный мир капитала и мир пролетарского Харькова. Как и позднее в «Мобе», в постановочном решении Б. С. Глаголин, использовал принцип монтажа эпизодов и кинематограф, он буквально разрезал сюжет на части. Спектакль нравился детям. А. В. Хвостенко-Хвостов, использовал фотомонтаж — огромные подвижные панно "с изображением фотографий небоскребов, нарисованных на гранях станков кубической формы. Не следует забывать, что фотография в то время была эквивалентом достоверности. Различные по величине щиты с фотомонтажом, соответствовавшие эпизодам, поднимались и опускались. Смена их вместе с изменением надписей на экране указывала на то, куда переносились события. Установка позволяла разворачивать действие одновременно и попеременно в двух плоскостях: верхней и нижней.

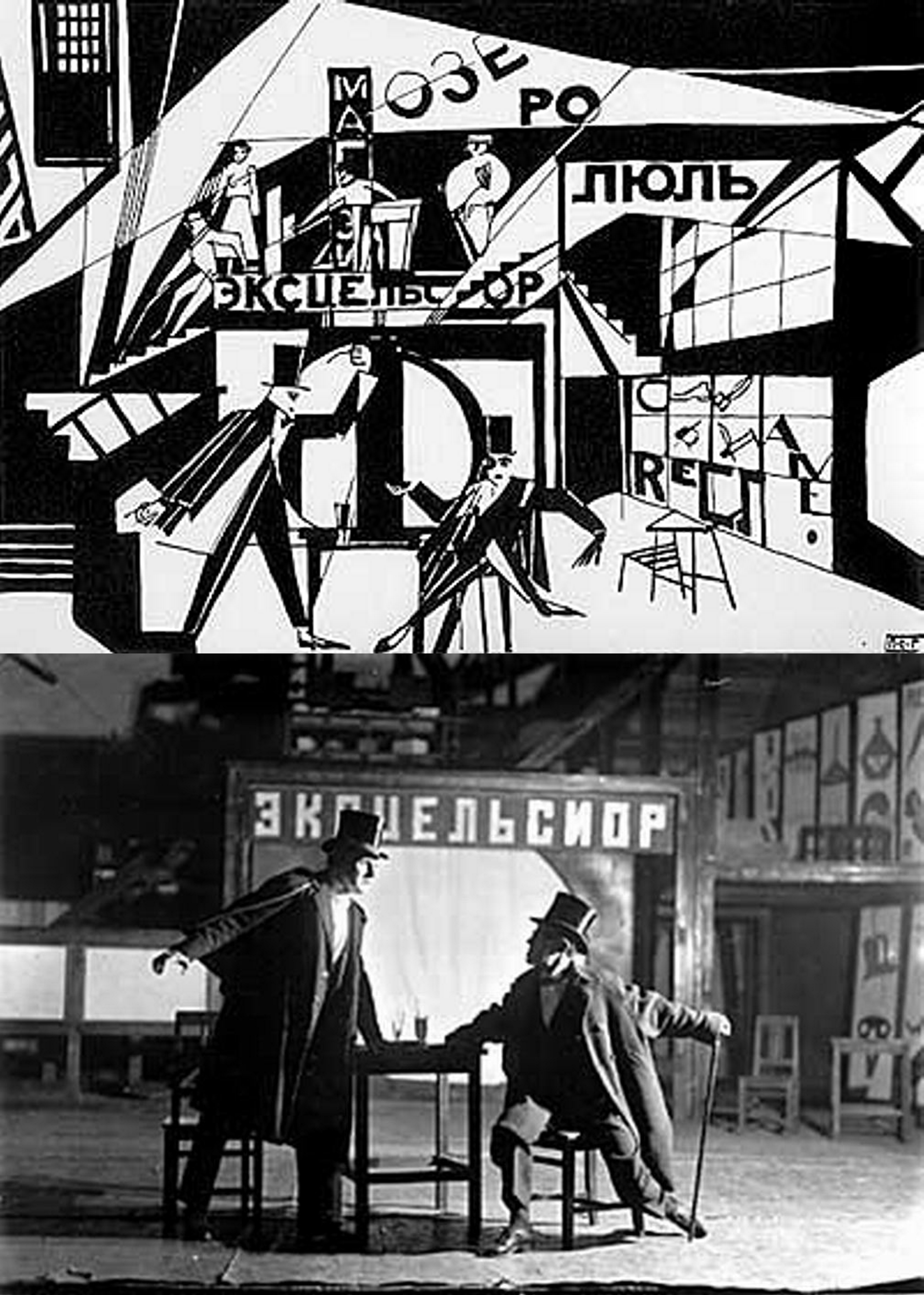
П. С. Галаджев. Мизансцена спектакля «Озеро Люль». Рисунок для журнала «Зрелища». Сцена из спектакля «Озеро Люль» (по пьесе А. М. Файко): Б. Глаголин — Антон Прим, М. Терешкович — Натан Крон. Постановка Вс. Мейерхольда. Театр Революции. Москва. 1923. ГЦТМ им. А. А. Бахрушина.

- 1925 — «Мандат» Н. Р. Эрдмана в Одессе в госдраме (художники Н. И. Данилов и О. Д. Эксельбирт).

«Живописная конструкция в своем основании вращающейся установки имеет целью с одной стороны дать фон мещанской, провинциальной, „карусельной“, церковной, „голубиной“ Руси, с другой — явиться механизированным символом коловращения все возрождающегося мещанства. С третьей — быть удобной площадкой для смены быстро чередующихся картин»
- 1925, 20 февраля — премьера спектакля «Моб» («Христос в Уэстерн-Сити») по роману Э. Синклера «Меня зовут плотником», театр им. И. Франко (художник А. В. Хвостенко-Хвостова). Эта постановка имела большой резонанс.
- 1925, октябрь — «Воздушный пирог» Б. С. Ромашова в театре им. И. Франко.
- 1926 — январь, повтор «Мандата» — Харьков. Театр им. И. Франко (оформление А. Г. Петрицкого).
- 1927 — февраль «Много шума из ничего» В. Шекспира в Одесской русской драме (1927).

### Москва
- 1923—1924 — работает в Москве в Театре Революции и в Замоскворецком театре. Поставил: «Поджигатели» А. В. Луначарского, «Святая Иоанна» Б. Шоу, и др.
- 1923, 8 ноября — Москва. Театр Революции: Б. Глаголин играет Антона Прима в детективной мелодраме А. М. Файко «Озеро Люль» . Постановка Вс. Мейерхольда, художник В. Шестаков .
- 1927 премьера 24 апреля — «Матрац» Б. С. Ромашова в Московском театре Революции (сорежиссёр Борис Ромашов, художник В. А. Шестаков)[21].

Во внешнем порядке постановки Бориса Глаголина этого времени (тенденции были и раньше, ещё в Суворинском) воспринимаются в большей степени как масштабный хеппенинг, мистерия в духе несколько запоздалого дада, нежели как театр футуристической направленности, точнее — это скорее театр эклектики, чем театр синтеза (конструктивистская сценография при пластике представления далёкой от строгого ритмического построения, «инкрустация» традиционных театральных приёмов в контексте экстатической зрелищности, притча в сочетании с эпатажем и т. п.), отсюда — сюрреалистические и экспрессионистские приёмы, но и зачатки театра абсурда, театра парадокса, элементы концепта, перформанса. О синтезе можно говорить только по части уже практиковавшегося слияния в одном представлении разных зрелищных жанров (буффонада, цирк, обереммергау, уличный театр и т. д.), дающих, тем не менее, целостное действо…
Вердикт официоза ожидаем: «…В этот период в искусстве театра намечаются серьёзные противоречия. Ряд его спектаклей, осуществлённых режиссёром Б. Глаголиным („Поджигатели“, „Собака на сене“; „Святая Иоанна“ Шоу и др.), содержат формалистические ошибки, противоречащие основной направленности искусства театра…»

### США

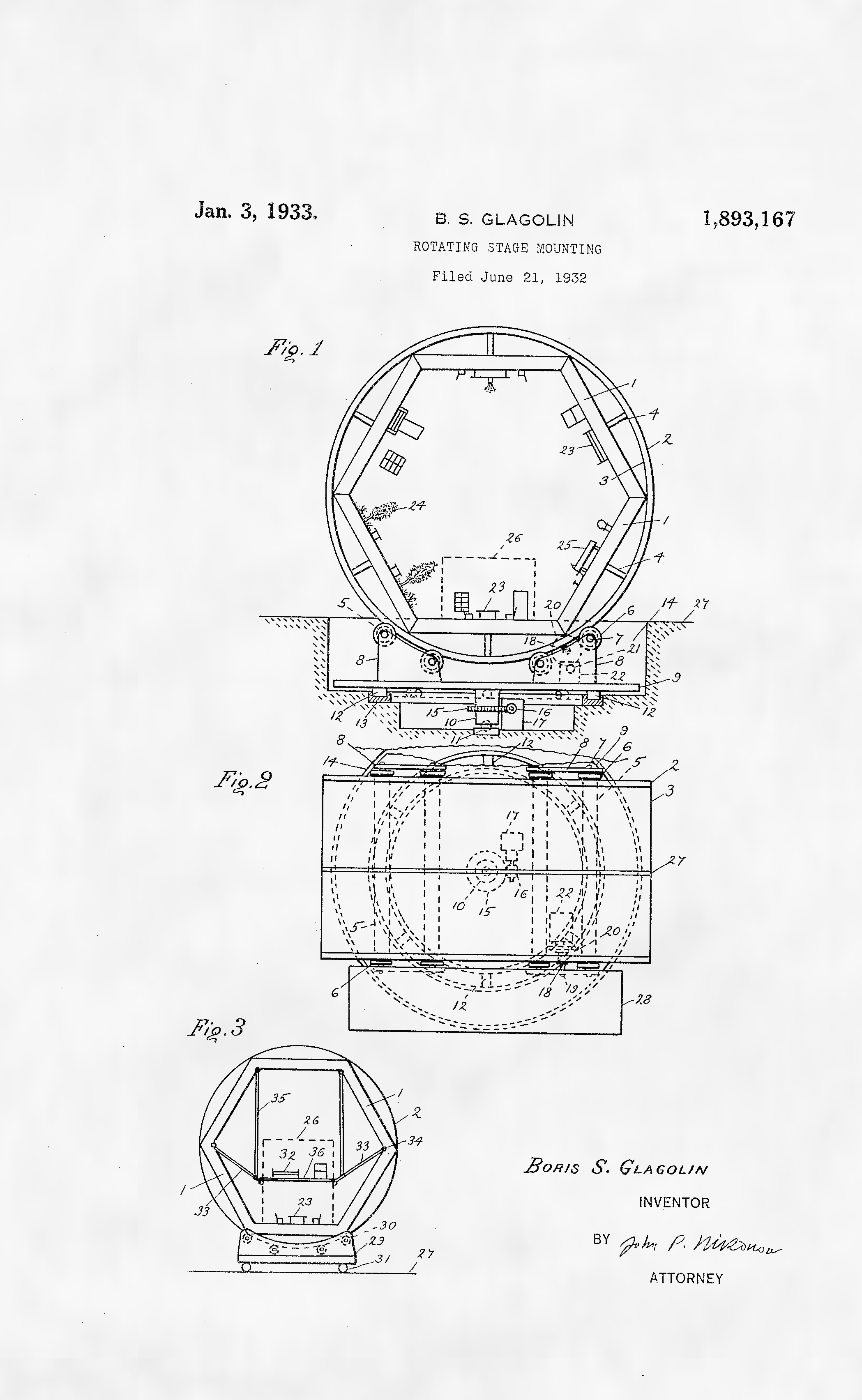
Схема из американского патента Бориса Глаголина на изобретение «Вращающаяся сценическая установка». 1932

В 1927 году уехал на театральную выставку в Германию, оттуда — в США «для повышения творческой квалификации». Ставил в Нью-Йорке спектакли на русском языке.
Б. С. Глаголин, преподававший курс драматического искусства в Технологическом институте Карнеги 10 мая 1928 года был арестован в Нью-Йорке иммиграционной службой «за незаконное проживание в Соединенных Штатах по истечении срока визы», и отправлен в тюрьму острова Эллис-Айленд. После освобождения под залог безуспешно пытался утвердиться в американском театре и кино, но вынужден был работать в студии по вышивке бархата. Эпизодически публиковал заметки о кино в русскоязычных изданиях Нью-Йорка.
Нетрадиционные глаголинские постановки Шекспира на сцене Еврейского театра в Нью-Йорке вызывали раздражение и скептицизм.
- 1939 — фильм «Балалайка»; режиссёр Рейнгольд Шанцель, операторы Джозеф Руттенберг и Карл Фэанд, продюсер Лоурес Рейнгартен. В основу сценария Леона Гордона, Чарльза Беннетта и Жаке Деваля положена английская оперетта по книге и лирике Эрика Машвица на музыку Джорджа Посфорда и Бернарда Грюна. В Лондоне оперетта «Балалайка» пользуясь большой популярностью, шла 446 раз. Борис Глаголин в фильме исполняет эпизодическую роль[23].

Только в последнее десятилетие XX века имя Б. Глаголина стало снова привлекать внимание исследователей. Как и Н. Н. Евреинов, он мало интересовал западных литературо- и театроведов (советских — тем более), крайне редко встречаются упоминания его даже в специальной литературе, да и то, разве что — как преподавателя сценического искусства, или — по воспоминаниям Михаила Чехова, — по нескольким фильмам, а ещё — его травести в «Орлеанской деве»… В случае с Б. С. Глаголиным неудавшееся продолжение карьеры на чужбине и, как следствие того — забвение, обусловлены в основном тем, что прибыл он в Америку в ту пору, когда бурные эксцентрически-эпатажные представления, смелые эксперименты были уже не в чести́ — зритель пресытился дадаистскими демаршами, на дворе стояла Великая депрессия, наблюдалась тенденция отката к «классическому», умиротворяющему, «успокоительному» зрелищу, эталоном «правильного театра» была система К. С. Станиславского, в самом неукоснительно строгом её понимании…
Среди учеников Б. Глаголина в США самой заметной фигурой, конечно, был Юджин Лоринг (1911—1982) — прирождённый танцовщик, один из основателей современного американского балета и специфической хореографии американской тематики. Ю. Лоринг работал с Джорджем Баланчиным, Михаилом Фокиным. Он был известным балетмейстером кино, пионером среди поборников включения профессионального танца в университетские образовательные программы. Для его творческого мировоззрения характерно замечательное сочетание мастерства, стиля и сильной драматургии танца, в понимании роли которой об был признателен в первую очередь именно Борису Глаголину, что сам танцовщик неоднократно отмечал. Деятельность Ю. Лоринга (англ. Eugene Loring) способствовала обретению самосознания американской хореографией и наиболее продуктивного пути развития.

### Пьесы. Сценарии. Переводы
- 1898 — «Во сне и наяву». Оригинальная комедия для детей в 3 картинах. Сочинение Б. Гусева — Санкт-Петербург.: Детский театр № 4. Типография П. П. Сойкина. 1898.
- 1901 — «Том Сойер», комедия в 1 д. по роману Марка Твена.
- 1902 — «Сказка» в 1 д. по А. Немоевскому.
- 1902 — «Сказка» в 1 д. отдельное издание.
- 1902 — «Пьесы из детской жизни». Переделки и вольные переводы: «Том Сойер», комедия в 3 картинах из романа М. Твэна «Приключения Тома»; «Во сне и наяву», комедия в 3-х картинах. «Рыцарь без страха и упрека», героический эпизод в 2-х картинах их биографии Бертрана дю-Гесклена. — 2-е издание, дополненное. — Санкт-Петербург: типография А. С. Суворина
- 1906 — «Новые приключения Шерлока Холмся» (с М. А. Сувориным).
- 1907 — «Новые приключения Шерлока Холмся». Пьеса в 4 действиях по Конан-Дойлю. В соавторстве с М. А. Сувориным. Санкт-Петербург.
- 1909 — «Музей восковых фигур» (с Ю. Беляевым) — постановка.
- 1909 — «Генрих Наваррский» перевод драмы А. Деверже (в соавторстве с Е. А. Била — постановка). Историческая пьеса в 5 действиях. Москва: С. Ф. Рассохин
- 1910 — «Генрих Наваррский» — отдельное издание. М.
- 1910 — «На автомобиле. Voyage de noce» комедия в 1 д.: Из репертуара Театра Литературно-художественного кружка в С.-Петербурге. — Москва: С. Ф. Рассохин. 1911.
- 1910 — «Музей восковых фигур» драматический эскиз в 2—х картинах (с Г. Бегеэс и С. П. Спиро) — отдельное издание.
- 1914 — «За кулисами войны», сцены современной жизни в 4 д. и 5 карт.
- 1914 — «За кулисами войны» — отдельное издание. Петроград[24]
- 1914 — «Алеша-доброволец» драма—сценарий.

### Рецензии. Статьи. Очерки
- С 1898 — театральный рецензент газеты «Жизнь театра», журнала «Рампа и жизнь», «Театр и искусство».
- 1899 — «Опыт театральной рецензии» («Театр и искусство», № 34)
- 1900 — «Новое в сценическом искусстве». СПб
- 1905 — «О свободе театра». Реферат, прочитанный в Литературно-художественном обществе 1 января 1905 года. Санкт-Петербург: типография А. С. Суворина
- 1905 — «Несколько слов о детском театре» 2—е издание. Саратов
- 1905 — «Речь, произнесённая со сцены Саратовского Городского театра 18 октября 1905 г.» Саратов
- 1906—1907 — редактор журнала «Театр Литературно—художественного общества».
- 1908 — О рецензентах. СПб.
- 1911 — редактор—издатель единичного нумерованного выпуска листка Малого театра А. С. Суворина «„Веер“. Не более, как театральный журнал. СПб» (имеет фому раскрытого веера с текстом на обеих сторонах).
- 1911 — «За кулисами моего театра. Театральные эпизоды». СПб
- 1913 — Театральные эпизоды. СПб. Сириус
- 1914 — «Образ императора Павла». СПб.
- 1914 — Современный театр и кинематограф. Кино—курьер (Петербург).
- 1917 — «Творческие пути театра». Харьков
- 1917—1918 — издаёт в Одессе журнал «Театруда»
- 1918 — «Образ императора Павла». «Колосья». № 17. Харьков
- 1919 — «Люди труда» «Пути творчества». № Харьков
- 1919 — Харьковский театр «Пути творчества». № Харьков
- 1921 — «Детский театр»
- 1928 — Жизнетворчество театра // Русский голос.— Нью-Йорк, 1928.— 1 декабря.— С. 5.
- 1929 — К постановке «Мандат» // Русский голос.— Нью-Йорк, 1929.— 6 января.— С. 4.
- 1929 — Творческий путь русского кино: 1. По американской дороге; 2. По дороге к коллективной личности // Русский голос.— Нью-Йорк, 1929.— 14 апреля.— С. 4; 21 апреля.— С. 3.
- 1929 — Письмо в редакцию, Нью-Йорк, 1929 // Известия.— М., 1929.— 21 ноября (№ 271).— С. 5; Новое русское слово.— Нью-Йорк, 1929.— 6 декабря (№ 6158).— С. 1 (Глаголина «оклеветали»).
- 1935 — «Грим каждый день». Издательская компания Гутенберг. Мильвоки. 1935 (Every Day Make-Up. Glagolin, Boris S. Gutenberg Publishing Company, Milwaukee, 1935)
- 1944 — «Слово за Распутина». Из воспоминаний о себе, о постановке пьесы «Заговор Императрицы» в России 1925 года и о «Сказе на смерть Ленина». Послесловие от издателя. Издание Мэри О’Двайер. Сан-Франциско. 61 с 4 илл. 50 экз.
- 1944 — «На пути ко святой Руси» — текст доклада 7 декабря на Религиозно—философском собрании «Русского центра» в Сан-Франциско. — Изд. Мэри О’Двайер. Сан—Франциско. 1944. 82 с. На правах рукописи. 50 экз.
- 1946 — Путешествие через Шекспира. 1926—1946. На правах рукописи. Издание Мэри О’Двайер. 50 экземпляров. Голливуд. 1946 (Boris Serge Glagolin, 1879— . Journey Through Shakespeare, 1926—1946. Printed, as a manuscript, by Mary O’Dwyer. Limited to 50 copies. Hollywood, 1946).

## Комментарии
1. ↑  «Между прочим в сезон 1815 и 1816 года Панчулидзев на свой собственный счёт выстроил в Саратове первый общественный театр в полном смысле этого слова… — это было небольшое деревянное здание, построенное на театральной площади, где в настоящее время помещается сквер сзади Радищевского музея. Театр имел два яруса, амфитеатр и партер. В первом ярусе и амфитеатре помещались ложи, а второй ярус носил название „Парадиза“; в нём против сцены были ложи, а по бокам отдельные места…». В Радищевском музее хранится афиша: «С дозволения начальства на саратовском театре 1817 года Ноября 21 дня в Среду будет представлена „Наталья Боярская дочь“ Героическая драма в 4-х действиях с хорами сочинения Сергея Глинки». В этом представлении были заняты Сарнацкий, Козлов, Колякова, Занегин, Бурдаев, Занегина, Журавлёв, Грим, Фёдоров и Волков, — большая группа статистов: войско, народ, поселяне. «…Спектакль очевидно был любительский, в пользу воинов, пострадавших в отечественную войну». Среди главных действующих лиц были и крепостные. "Вот ещё афиша из того же источника…: «Абониман Но 61-й. Саратов 1832 года В Воскресенье 17 Генваря, на здешнем театре, труппою актёров под управлением г. Соколова представлена будет „Тридцать лет или жизнь игрока“ новая трилогия, разделённая на трое суток, между коих два проходят по 15 лет; соч. Виктора Диконжа (игранная в Париже с 12 июня 1827 года безпрерывно в течение двух месяцев) переведённая с Французского, с принадлежащим к оной пожаром и разрушением хижины Жоржа»" — Штейн В. А. Из театральной старины (По саратовским архивам). «Библиотека Театра и Искусства» Ноябрь. Книга XI. Бесплатное приложение к № 47 журнала «Театр и Искусство». — СПб., 1907. — С. 43—46; «Сад Очкина является одним из первых увеселительных заведений Саратова, с постоянным хором музыки, шансонетных певиц, рассказчиков, куплетистов и т. д. Другой сад — „Эрмитаж“ находится напротив, на Никольской улице, в доме Феокритова, но в „Эрмитаже“ певиц нет, почему, конечно, он (против Очкина) много проигрывает». — Спутник по реке Волге и её притокам Каме и Оке. 1902; 14 января 1888 года в саду Очкина, на месте которого нынче филармония, которая горела, и пожарная часть, которая её тушила, открылся спектаклем «Ревизор» первый драматический театр. — «Общественное мнение», г. Саратов, № 1, (88), январь 2007. Сергей Боровиков[7].
2. ↑  Саратов середины XIX — начала XX веков дал театральному миру и благодарным зрителям, навсегда запечатлев в своих анналах для потомков и последователей В. И. Качалова, М. В. Лентовского, В. Н. Петрову-Званцеву, М. Г. Савину (Подраменцову), Н. И. Собольщикова-Самарина, П. А. Стрепетову, Е. П. Шебуеву-Лебедеву, и многих других выдающихся служителей подмостков. Из иностранных актёров в Саратове в ту пору бывали: Томмазо Сальвинии, Пабло Сарасате, Айра Олдридж, Генрих Венявский и многие другие. Впоследствии Б. Глаголин занимался и по классу Ю. Э. Озаровского.
3. ↑  «Царь Фёдор Иоаннович» — пьеса А. К. Толстого. П. П. Гнедич пишет: «Когда Орленев, человек бесспорно талантливый, на репетициях начал играть его неврастеником, а не блаженненьким, как хотел того автор, — я заметил это Суворину — Ну, конечно, все, что делает Орленев, — чепуха, — сказал он. — Но я его не только оставлю работать в этом направлении, а буду ещё подливать масла в огонь. Публике это понравится гораздо больше, чем царь—юродивый. А нам только этого и надо». — Гнедич П. П. Книга жизни. Воспоминания. 1855—1918. — Л.: Прибой, 1929.
4. ↑  Литературно-художественное общество давно устранилось от управления театром, сохранившим его марку, и Кугель, ссылаясь на то, что большая часть паевого капитала находится в руках Суворина, предлагал остальным пайщикам, «вверив смело судьбу своих паев финансовой опытности и хозяйственным дарованиям А. С. Суворина, снять, однако, фирму которая ни имущественно, ни административно не отвечает действительности». В конце сезона с третью труппы (с тридцатью двумя артистами из восьмидесяти девяти) не были возобновлены контракты, этот шаг не отличался «ни беспристрастием, ни планомерностью». Ведущие актёры (Я. С. Тинский, М. А. Михайлов, Б. С. Глаголин)… покинули театр. Глаголин сделал это особенно шумно… — История русского драматического театра. — Т. 7 (1808—1914). — М.: «Искусство», 1987. — С. 304.